# Culladiella anjai
Culladiella anjai là một loài bướm đêm trong họ Crambidae.